# Cornhole
Uma prancha típica, com sacos de duas cores.
Cornhole (do inglês lit.: buraco de milho) também conhecido como atira-sacos, ou saco de feijão (no Brasil), é um jogo ao ar livre popular na América do Norte, no qual dois jogadores sólo ou equipas se alternam atirando sacos de tecido (trouxinha contendo feijão ou milho) em uma placa inclinada que contém um buraco em uma das extremidade. O objectivo do jogo é marcar pontos colocando uma sacola no tabuleiro (um ponto) ou colocando uma sacola no buraco (três pontos).

## História
O jogo foi descrito pela primeira vez na patente de Heyliger de Windt em 1883 para "Parlor Quoits", mostrando a maioria das características do cornhole moderno, inicialmente com um orifício quadrado (em vez de redondo). Quoits é um jogo semelhante às ferraduras, jogado atirando discos de aço em uma ponta de metal. A patente de Windt seguiu-se a várias patentes anteriores "parlor quoits" que buscavam recriar a jogabilidade quoit em um ambiente interno, onde a dele foi a primeira a usar pufes e uma tábua inclinada com um buraco como alvo.[carece de fontes?]
Ele vendeu os direitos do jogo para um fabricante de brinquedos de Massachusetts que comercializou uma versão dele sob o nome de "Faba Baga".[carece de fontes?] Ao contrário do cornhole moderno, que tem um buraco e um tamanho de sacos, um tabuleiro Faba Baga tinha dois buracos de tamanhos diferentes, valendo valores de pontos diferentes, e fornecia a cada jogador um saco extragrande por rodada, que poderia marcar o dobro de pontos.
Em setembro de 1974, a revista Popular Mechanics publicou um artigo escrito por Carolyn Farrell sobre um jogo semelhante chamado "Bean-bag Bull's eye". O alvo do saco de feijão foi jogado em uma placa da mesma largura das placas cornhole modernas (24 "), mas apenas 36" de comprimento em oposição ao comprimento de 48" usado no cornhole. O furo tinha o mesmo diâmetro (6" ou 15,24 cm), mas estava centralizado a 8" (20,32 cm) (em vez de 9" ou 22,86 cm) da parte de trás da placa. Cada jogador jogou duas sacolas, pesando oito onças (ou 227 gramas, aprox.) cada, "em sucessão". As tábuas do saco de feijão foram colocadas "a cerca de 30 pés de distância para adultos, 10 pés para crianças". A pontuação foi essencialmente a mesma que a usada no cornhole (três pontos para uma bolsa no buraco, um ponto para uma bolsa que permaneceu no tabuleiro) e também usou a pontuação de cancelamento.
Na área de Chicago, um jogo semelhante é conhecido como "bolsas", mas usa sacolas retangulares. O jogo se espalhou em Chicago, Illinois e na região noroeste de Indiana no final dos anos 1970 e início dos anos 1980, talvez devido ao artigo da Popular Mechanics mencionado acima. Cornhole, como é agora conhecido, originou-se e ganhou popularidade no lado oeste de Cincinnati (perto da Ferguson Avenue) na década de 1980 e se espalhou para as áreas vizinhas em Kentucky e sudeste de Indiana.

### Torneios

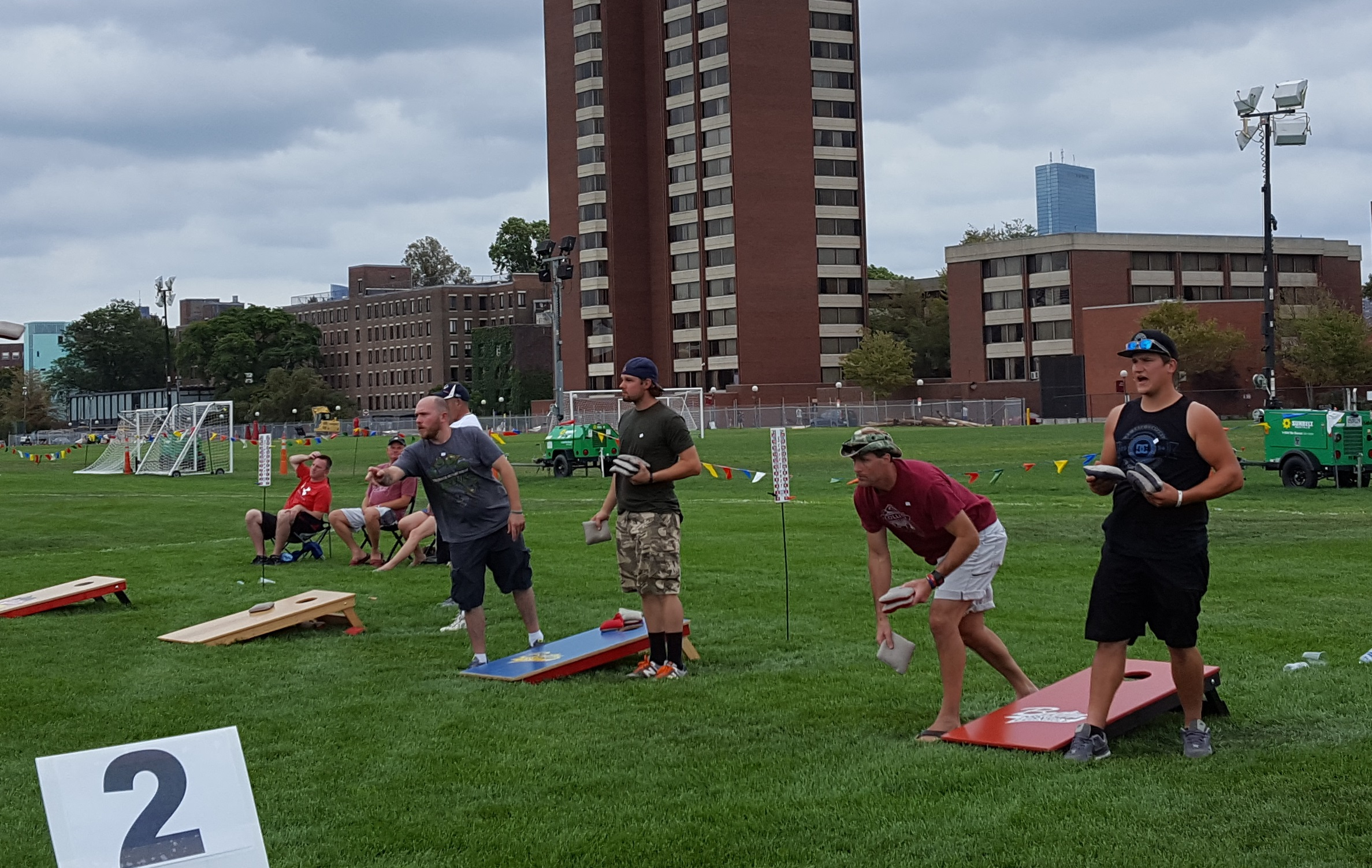
Torneio de atira-sacos de Collier, praticado no campus do Instituto Tecnológico de Massachusetts.

A American Cornhole League (ACL) [Liga Americana de Atira-sacos (LAA)] foi fundada em 2015 por Stacey Moore. De acordo com o site da ACL, ela promove e desenvolve o cornhole como desporto em todos os níveis e criou software e aplicativos para gerir ligas, torneios, eventos especiais e desenvolvimento de jogadores.
A American Cornhole Organization (ACO) [Organização Americana de Atira-sacos (OAA)] foi criada em 2005 por Frank Geers e está sediada em Milford, Ohio. Em 1 de agosto de 2019, o ACO afirmou no seu site ser o "órgão governamental do desporto de cornhole".
A American Cornhole Association (ACA) é uma organização cuja única missão é ajudar os jogadores de cornhole a aproveitar o jogo de cornhole. De acordo com o seu site, "uma das maneiras mais importantes de atingir esse objetivo é que as pessoas tenham equipamentos de alta qualidade para jogar". Em consequência, a ACA está amplamente focada na venda de produtos e equipamentos relacionados ao cornhole, em vez de actuar como um órgão sancionador do desporto; no entanto, ele tem as suas próprias regras e patrocina eventos.

## Regras e formatos

### Equipamentos e plano do campo
As partidas Cornhole são jogadas com dois conjuntos de quatro sacos (oito no total), dois tabuleiros e dois, quatro ou oito jogadores.
Há quatro sacos para um conjunto. Cada conjunto de sacolas deve ser distinguível do outro, geralmente usando cores diferentes. As regras da American Cornhole League exigem sacolas de tecido com costura dupla medindo 6 by 6 polegadas (150 mm × 150 mm) e pesando 15,5 a 16,5 onça (massa)s (440 a 470 g). Embora os sacos costumavam ser preenchidos com grãos de milho preservados (daí "cornhole") ou feijões secos, os sacos agora são geralmente preenchidos com resina plástica ou outros materiais que manterão um peso e forma consistentes ao longo de muitos lances sem deformar. Os sacos são geralmente de dupla face, com cada lado do saco sendo um material diferente que pode afetar a aderência e reagir mais rápido ou mais devagar na superfície da prancha. Os sacos mais rápidos são geralmente preferidos em condições húmidas, quando os sacos não deslizam tão facilmente. Além disso, jogadores profissionais podem optar por diferentes materiais, dependendo dos seus estilos de arremesso pessoais. Jogadores com um arremesso mais baixo e mais rápido podem usar mais rotação e preferir um material de saco mais lento, enquanto jogadores com arremessos mais altos e mais lentos podem usar menos rotação e preferir um saco mais reativo.
Cada placa tem 2 by 4 pés (0,61 m × 1,2 m), com 6 polegadas (150 mm) diâmetro do furo. O centro do furo está posicionado 9 polegadas (230 mm) para baixo do centro da borda superior da placa. Cada placa é inclinada com a borda superior da superfície de jogo 12 polegadas (300 mm) acima do solo e a borda inferior 3–4 polegadas (76–100 mm) acima do solo. Uma quadra padrão coloca as duas pranchas 33 pés (10 m) ou 27 pés (8,2 m) separados, medindo a partir da borda inferior das tábuas. Distâncias diferentes (geralmente mais curtas) podem ser usadas se o espaço for limitado ou se jogadores mais jovens estiverem a participar. Algumas versões menores do jogo, com tabuleiros, sacolas e buracos reduzidos, estão disponíveis especificamente para crianças.
As áreas imediatamente à esquerda e à direita das placas são as caixas do atirador. A linha (desenhada ou imaginária) que se estende desde a borda inferior do tabuleiro nas direcções esquerda e direita é a linha de falta. Ao lançar as sacolas, os jogadores não podem ultrapassar a linha de falta ou o lançamento não conta.

### Jogabilidade

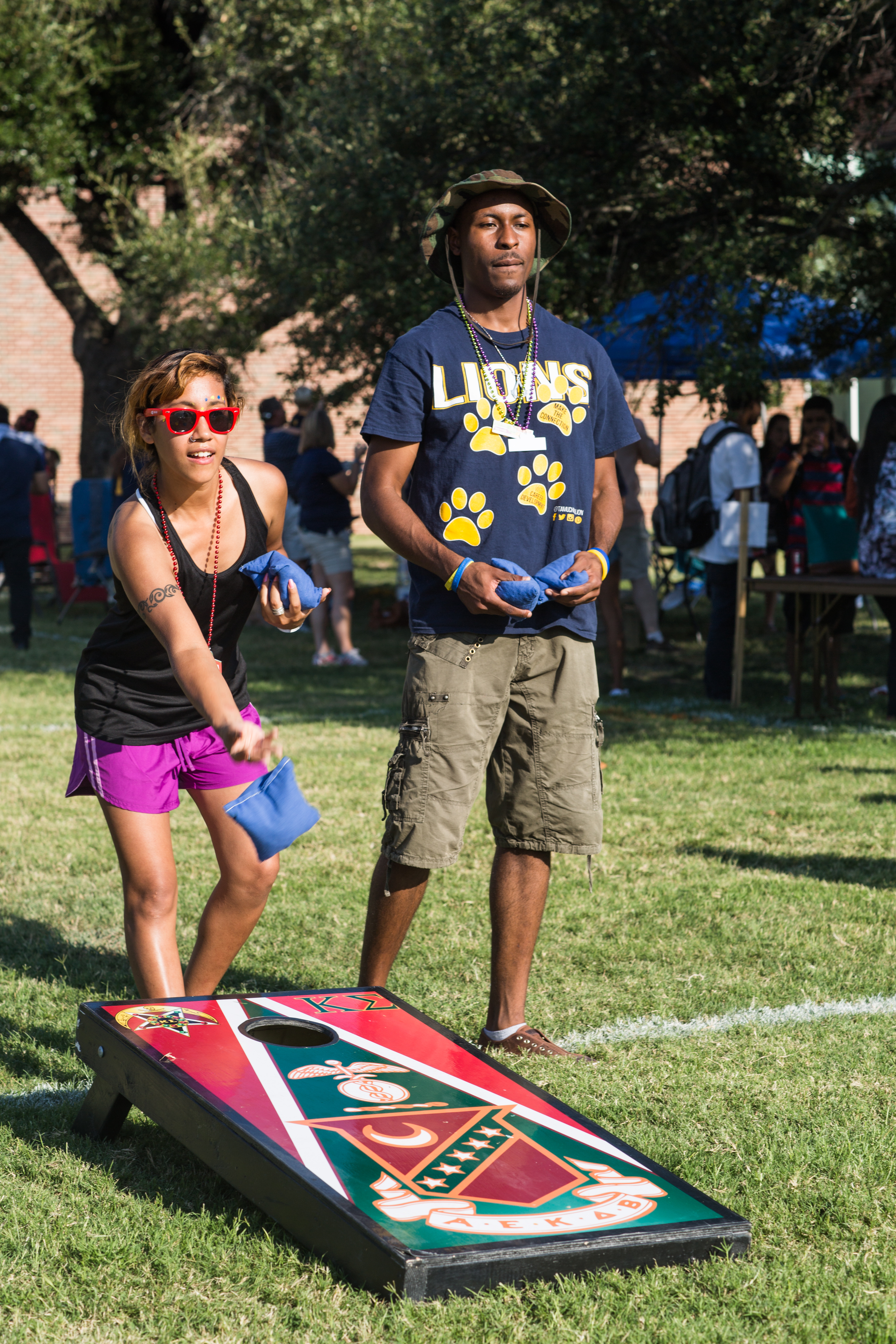
Jogo do atira-sacos em curso numa festa de bagageira no Comércio Universitário A&M do Texas. O jogador atrás da placa não está posicionado conformemente às regras padrão do jogo oficial porque ela não está a atirar o saco ao lado da caixa de arremesso.

Uma partida cornhole é separada em entradas (ou frames). Durante cada entrada, cada jogador ou equipe lançará as suas quatro sacolas designadas. A maneira como as sacolas são lançadas depende do formato de cornhole que está a ser jogado: simples (1 x 1), duplas (2 x 2) ou equipa (4 x 4).
Em simples (1 x 1), ambos os jogadores lançam as suas quatro sacolas em lados opostos do mesmo tabuleiro (caixa do arremessador esquerdo x direito), alternando os arremessos entre os dois jogadores. Depois que todas as oito sacolas são lançadas, os dois jogadores caminham para o tabuleiro oposto, permanecendo em sua raia, para somar o placar. Para começar o próximo turno, ambos os jogadores se viram para jogar no outro tabuleiro da mesma maneira. O efeito disso é que, permanecendo sempre nas suas respectivas pistas, os dois jogadores alternarão cada entrada lançando da caixa do arremessador esquerdo para o direito.
Em duplas (2 contra 2), um parceiro de cada equipa fica na caixa do arremessador esquerdo de um tabuleiro, enquanto o outro parceiro fica na caixa do arremessador direito do tabuleiro oposto. Assim, os parceiros de cada equipa ficam em pontas opostas, frente a frente, ambos na mesma linha. A partir daqui, a jogabilidade é semelhante a simples: os dois oponentes em um tabuleiro alternam atirando as suas quatro sacolas no outro tabuleiro, após o que uma pontuação no meio do inning é computada; em seguida, os seus parceiros naquele tabuleiro alternam jogando as quatro sacolas da sua equipa de volta ao outro tabuleiro, após o que a pontuação final do inning pode ser computada. Em duplas, os jogadores não podem trocar de lado, ou seja, um parceiro lançará da caixa do arremessador esquerdo de um tabuleiro e o outro da caixa do arremessador direito do outro tabuleiro durante todo o jogo.
No formato de equipa (4 x 4), o jogo é idêntico ao de duplas, mas com dois companheiros em cada uma das duas bolsas, uma dupla na caixa do arremessador esquerdo de um tabuleiro e a outra dupla na caixa do arremessador direito do lado oposto. bordo, cada par de frente um para o outro, na mesma pista. Em vez de cada parceiro lançar quatro sacolas por entrada (como em duplas), na equipa, cada companheiro de equipe lança duas sacolas por entrada, novamente alternando os arremessos com a equipe adversária (como em simples e duplas) e com o companheiro de equipe do jogador que está com eles. no mesmo tabuleiro.
Observe que em duplas e equipas, a pontuação para qualquer entrada é baseada em oito arremessos por equipa, em oposição a quatro arremessos por jogador em simples.
Em todos os formatos, o arremessador deve lançar a sacola em 20 segundos. O tempo começa quando o arremessador está dentro da caixa do arremessador com a intenção de lançar. O primeiro arremesso de um inning vai para qualquer jogador ou equipe que tenha marcado no inning anterior. Se nenhum jogador ou equipa marcou no inning anterior, o que for lançado primeiro no inning anterior será o primeiro arremessado no próximo inning. O primeiro arremesso do primeiro turno pode ser decidido por sorteio.
Um arremesso válido deve ser lançado enquanto os pés do arremessador estão dentro da caixa do arremessador. Se o arremessador começar o arremesso com um pé além da linha de falta ou de outra forma pisar além da linha de falta antes de liberar a bolsa, o arremesso é uma falta e não conta. Um lance de falta não pode ser repetido e a bolsa é removida do jogo antes de continuar. Se um saco de falta mover outros sacos no campo de jogo, esses sacos são devolvidos à sua posição anterior antes de continuar, inclusive se um saco foi movido para o buraco. Se uma sacola cair apenas parcialmente no tabuleiro e também tocar o solo, ela não conta e é removida antes de continuar.

### Pontuação
Para marcar pontos, as sacolas devem estar na superfície do tabuleiro ou cair pelo buraco. Para marcar três pontos, uma sacola pode cair diretamente no buraco, deslizar para dentro do buraco após bater na prancha ou ser jogada no buraco por outra sacola. Uma bolsa restante no tabuleiro marca um ponto. Um saco parcialmente na prancha e parcialmente no chão ("saco de sujeira") não conta e deve ser removido antes do próximo arremesso.
No cornhole, a pontuação de cancelamento é usada. Quando as pontuações são computadas no final de uma entrada, o jogador ou equipe que pontuar mais alto recebe pontos iguais à diferença entre os dois lados. Por exemplo, se a equipa A marcar 12 pontos numa entrada e a Equipa B marcar 10 pontos, a equipa A receberá dois pontos (12 menos 10); considerando que se a equipa A e a equipa B marcarem 12 pontos, a diferença é zero e ninguém marca. O jogo continua até que um jogador ou equipa atinja ou exceda 21 pontos no final de um turno. Ao usar a pontuação de cancelamento, só é possível para um lado (ou nenhum lado) marcar em qualquer entrada, portanto, empates são impossíveis.
Diferentes variações na pontuação ou nas regras da casa às vezes são usadas. Às vezes, uma sacola pendurada sobre o buraco, mas que não caiu, vale dois pontos. Outras variações incluem exigir que uma equipa atinja exatamente 21 pontos sem ultrapassar para vencer. Se uma equipa exceder 21 pontos após um inning (chamado de "rebentamento"), diferentes punições podem ser usadas, como retornar automaticamente a 15 pontos, retornar à pontuação anterior da equipe, retornar à pontuação anterior menos um, etc. Em algumas versões, se um time "rebentar" três vezes, seus oponentes automaticamente vencem a partida.

### Estratégia
A estratégia de jogo varia de acordo com o jogador e o nível de habilidade. No nível profissional, os jogadores podem deslizar facilmente todas as quatro sacolas para dentro do buraco se nenhuma delas bloquear o caminho. Estratégias defensivas são frequentemente empregadas para desacelerar o jogo ou forçar os oponentes a tomar decisões difíceis. As jogadas defensivas podem incluir jogar uma bolsa bloqueadora que fica na frente do buraco, forçando assim um oponente a deslizar pela bolsa bloqueadora para alcançar o buraco, jogar outro bloqueador atrás da bolsa ou tentar um tiro aéreo arriscado sobre a bolsa mirando diretamente para o buraco sem tocar na placa.

## Terminologia
A seguir está uma lista de termos usados frequentemente em cornhole:
- Airmail: uma bolsa que não desliza ou quica na prancha, mas vai direto para o buraco, geralmente sobre a bolsa bloqueadora do adversário.
- Porta dos fundos, jumper, rollup sujo: uma bolsa que passa por cima de um bloqueador e entra no buraco.[9][10]
- Backstop: uma bolsa que cai além do buraco, mas permanece no tabuleiro, criando uma tabela para um slider bater sem sair do tabuleiro.[9]
- Blocker: uma bolsa que cai na frente do buraco, bloqueando o buraco de um tiro deslizante do oponente.[9][10]
- Rebentamento: uma regra não oficial que reduz a pontuação de um jogador a um número predeterminado se sua pontuação no final de um turno exceder 21.[11]
- Cornfusion: quando os jogadores ou times não chegam a um acordo sobre a pontuação de um inning.[9]
- Cornhole ou Drano : saco que cai no buraco e vale três pontos; o nome alternativo é uma referência a uma marca registrada, a de um desentupidor.[9]
- Cornholio: o mesmo que "cornhole", dependendo da região; nomeado para o alter-ego do personagem Beavis da série animada da MTV Beavis and Butt-Head.
- Saco de sujeira: um saco que está no chão ou pendurado na prancha e tocando o chão. [10]
- Frame: um inning, uma única rodada durante a qual um jogador ou equipe e seu(s) oponente(s) jogam suas sacolas
- Four bagger, Grand Bag: uma sequência em que um jogador faz todas as quatro bolsas no buraco durante um turno; mais especificamente, todos os sacos têm que ir para o buraco um saco após o outro pelo jogador em um único turno, ou seja, os sacos não podem ser derrubados da superfície do tabuleiro para o buraco durante o turno, seja pelo jogador ou seu oponente; há uma tradição em algumas áreas em que qualquer jogador social que coloque todas as quatro sacolas no buraco em uma única entrada assina o tabuleiro, geralmente com algum tipo de cerimônia e reconhecimento.
- Flop bag, floppy bag: tipo de arremesso que não gira o saco na horizontal ou na vertical, um saco sem rotação ou giro.[12]
- Martelo: quando um ou mais cabides (veja abaixo) estiverem ao redor do furo, pode-se usar um martelo; um martelo é uma sacola lançada como uma sacola de correio aéreo com um arco alto na tentativa de mover as sacolas para o buraco junto com ela.
- Cabide: um saco na borda do buraco prestes a cair.[9][10]
- Honras: o jogador ou equipe que lança primeiro, resultante da equipe que marcou no inning anterior ou ganhou o cara ou coroa antes do primeiro inning.[10]
- Hooker: uma bolsa que bate na prancha e, ao enganchar ou curvar em torno de um bloqueador, vai para o buraco.[9]
- Jumper: uma sacola que atinge outra sacola na prancha fazendo com que ela pule para cima e caia no buraco.[9]
- Empurrar, lavar: quando cada jogador ou equipe obtém uma pontuação idêntica em um inning, resultando em nenhuma alteração na pontuação geral
- Saco curto: quando um saco cai no chão pouco antes da prancha.[12]
- Skunk, whitewash, shutout: jogo que termina com placar de 21 (ou mais) a zero; por algumas regras não oficiais, um jogo pode ser encerrado assim que uma pontuação de desligamento de pelo menos 11-0 for alcançada.[9][10]
- Slide, slider: uma bolsa que cai na frente do buraco e desliza para dentro.[9][10]
- Swish: saco que vai direto para o buraco sem tocar na tábua (veja também: “correio aéreo”).[10]
- Woody: qualquer saco que foi arremessado e permanece na superfície do tabuleiro no final do inning (marcando um ponto).